# Chiesa della Visitazione della Beata Vergine (Valdisotto)
La chiesa della Visitazione della Beata Vergine Maria si trova nel piccolo borgo di Monte, nel comune italiano di Valdisotto. La chiesa si colloca nella parrocchia di Santa Maria Maddalena che fa parte della Comunità Pastorale della Valdisotto, diocesi di Como.

## Storia
La piccola chiesa è stata costruita nel 1911, in sostituzione della cappella settecentesca, per iniziativa di don Michele Molinari, coadiutore di Santa Maria Maddalena, che non essendo ancora una parrocchia era unita alla parrocchia di Cepina, dove il parroco era Francesco Cantoni. 
La chiesa fu benedetta il 22 luglio 1911 dal vicario profano di Bormio, don Carlo Santelli con la partecipazione di don Michele, don Francesco e di tutta la popolazione di Monte e Santa Maria Maddalena. 
Nel 1961, in occasione dei 50 anni dalla costruzione della chiesetta vennero fatti dei restauri; fu rifatta la volta absidale, fu costruito il pavimento del presbiterio in marmittoni e gli scalini dell'entrata in cemento. Vennero rifatte anche le tinteggiature delle pareti interne e sull'arco dell'abside venne dipinta questa iscrizione tratta dal salmo 89 "Prima che nascessero i monti da sempre e per sempre Tu sei Dio".

## Interno

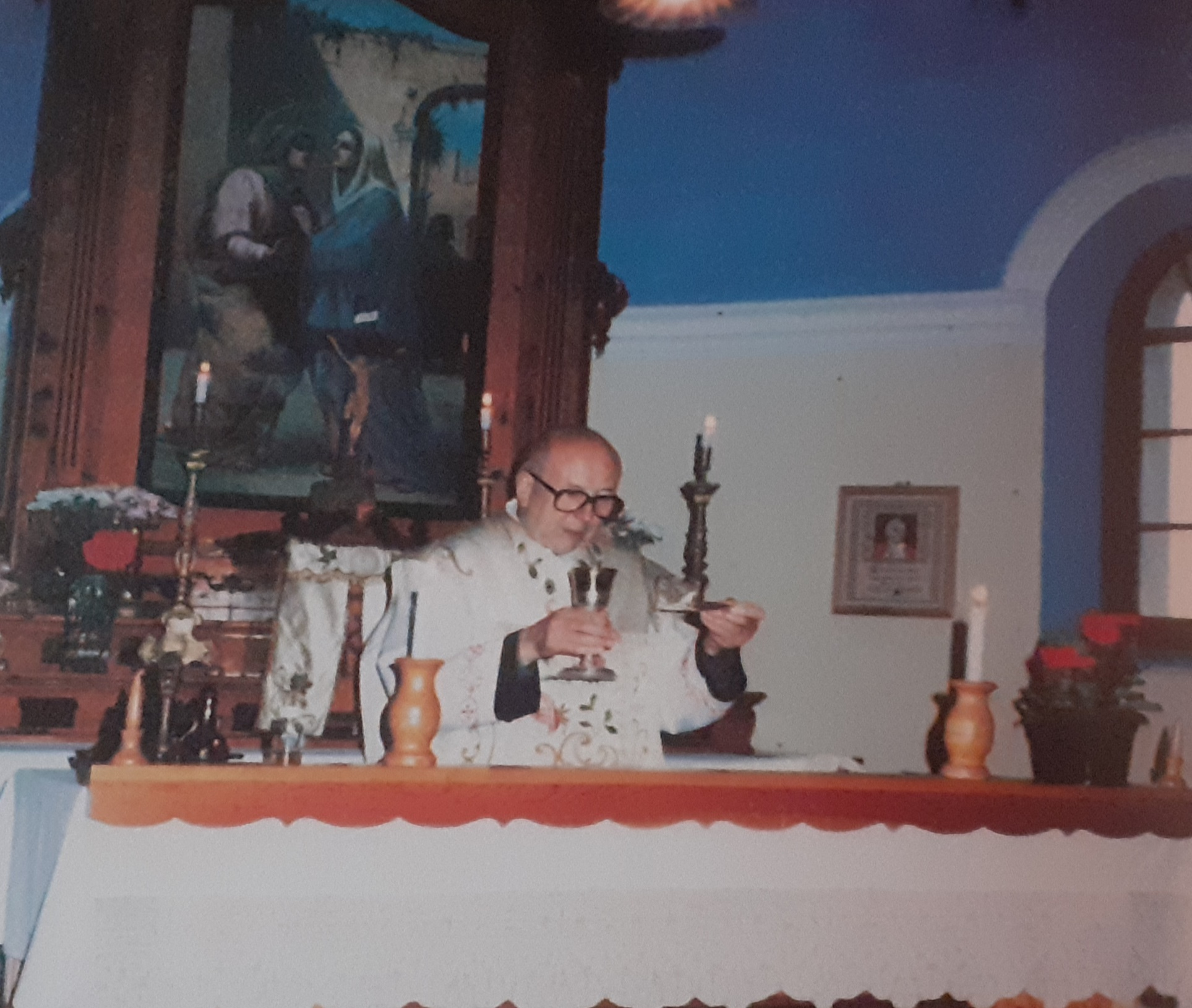
Don Carlo Maria Bozzi, parroco di Santa Maria Maddalena fino al 2001, mentre celebra la santa messa a Monte. Dietro l'altare con la tela della Visitazione.

La chiesetta ha solo una navata, il soffitto in legno e una abside a volta. Misura 15,60 metri di lunghezza e 6,55 metri di larghezza. È illuminata da 7 ampie finestre. Nel piccolo presbiterio vi è una bellissima ancona costruita nel 1914 che incornicia una tela della Visitazione della B.V. Maria a Elisabetta. 
Altri pregiati lavori in legno sono il soffitto, il portone, le cornici delle via Crucis e quelle dei due quadri di Sant'Antonio Abate e San Rocco. Tutte le opere in legno sono state realizzate da Bracchi Ezechiele e Valzer Giuseppe.

## L'antica cappella
L'antica cappella risalente al 1762 misurava 4 metri di lunghezza e larghezza ed era dedicata alla B. V. del Buon Consiglio (25 aprile). Sorgeva in fondo all'attuale piazza di fronte all'imbocco della via vecchia per Zandilla. Ora è trasformata in fienile e stalla ma è ancora della "la giesa veglia" che significa "la chiesa vecchia". 
Il 30 gennaio 1765 la Curia Vescovile di Como rilasciava al Canonico Teologo Gianantonio Nicolina di Bormio la delega per benedire la cappella essendo l'arciprete di Bormio don Giacomo Antonio Rocca di età avanzata. Dal documento sappiamo che in antecedenza la delega era stata concessa al Canonico Teologo Nesina, che nel frattempo era morto. La cappella fu quindi benedetta il 3 luglio del 1765. 

### L'interno
Sull'altare vi era una tela di mediocre fattura che ora è appesa su una parete della chiesa parrocchiale di Santa Maria Maddalena e raffigura la Beata Vergine del Buon Consiglio incorniciata in un quadretto sorretto da angeli e inginocchiati S. Antonio da Padova e S. Lorenzo martire. In fondo a destra, su un cartiglio si legge: "Io Lorenzo Piccagnoni ho fatto fare P. S. D. 1760". 
Alle pareti altri due quadri: una tela rappresentate l'Apparizione della Madonna di Caravaggio, che si conserva pure nella chiesa parrocchiale, e una tela andata perduta dato che era già in cattivo stato a quel tempo.
In così piccolo spazio vi erano appesi anche 14 quadretti della Via Crucis che devono essere arrivati dopo il 1766. Rimangono le cornici, tre stampe di stazioni intere e anche quelle in cattivo stato con un frammento di stampa tedesca. Le stampe della Via Crucis erano colorate ed erano probabilmente di origine spagnola dato che le iscrizioni sono in latino e in spagnolo. 
Vi era pure una piccola campana che ora serve alla nuova chiesa che porta la data 1767 e l'iscrizione: "Innocenti V. S. Maggi fecit - Ave Maria gratia plena Dominus tecum".
Una prova della devozione alla Madonna sono quattro ex-voto che si conservano nella casa parrocchiale. Molti altri probabilmente sono andati dispersi. Su una tavoletta di legno, dipinta a tempera è riprodotta l'Immagine della B. V. del Buon Consiglio insieme con la scena della grazia ricevuta interessanti per i costumi dell'epoca. Una porta la data 1788.